# پرنل پرت
پرنل پرت (انگلیسی: Purnell Pratt؛ ۲۰ اکتبر ۱۸۸۵ – ۲۵ ژوئیهٔ ۱۹۴۱) هنرپیشه اهل کشور ایالات متحده آمریکا بود. وی بین سال‌های ۱۹۱۴ تا ۱۹۴۱ در ۱۱۴ فیلم بازی کرد.  او در بتل، ایلینوی به دنیا آمد و در هالیوود، کالیفرنیا درگذشت.

## فیلمشناسی
- دلفریب -۱۹۳۷
- گرند هتل - ۱۹۳۲
- فریادی در شب - ۱۹۳۳
- صورت زخمی - ۱۹۳۲
- اِما - ۱۹۳۲
- رقص، احمق‌ها، رقص - ۱۹۳۱
- بسیار شیک‌پوش - ۱۹۳۰
- متجاوز - ۱۹۲۹